# Zengg
Zengg (németül Zengg, horvátul Senj (ejtsd: Szeny), latinul Senia) város és község Horvátországban, Lika-Zengg megyében. A Gospić-Zenggi egyházmegye püspöki társszékvárosa. Zengg községhez tartozó települések: Alan, Biljevine, Bunica, Crni Kal, Jablanac, Klada, Krasno, Krivi Put, Lukovo, Melnice, Mrzli Dol, Pijavica, Podbilo, Prizna, Senjska Draga, Starigrad, Stinica, Stolac, Sveta Jelena, Szentgyörgy, Velike Brisnice, Veljun Primorski, Volarice, Vrataruša, Vratnik és Vrzići.

## Fekvése
Fiumétól 77 km-re délkeletre, az Adriai-tenger partján fekszik. A festői városka egy keskeny partszakaszon épült a 698 m magas Vratnik-hegy tövében. Zengg városa rendelkezik a legnagyobb agglomerációval a Fiume és Zára közötti partszakaszon. A község területe 76 km hosszan húzódik a tengerpart, valamint Horvátország legnagyobb hegységei a Kapela- és a Velebit-hegység között. Fekvése miatt fontos csomópontja a Fiumét Zárával, Splittel és Dél-Dalmáciával összekötő, valamint a hegyeken át a szárazföld belsejébe haladó főutaknak.

## Éghajlata

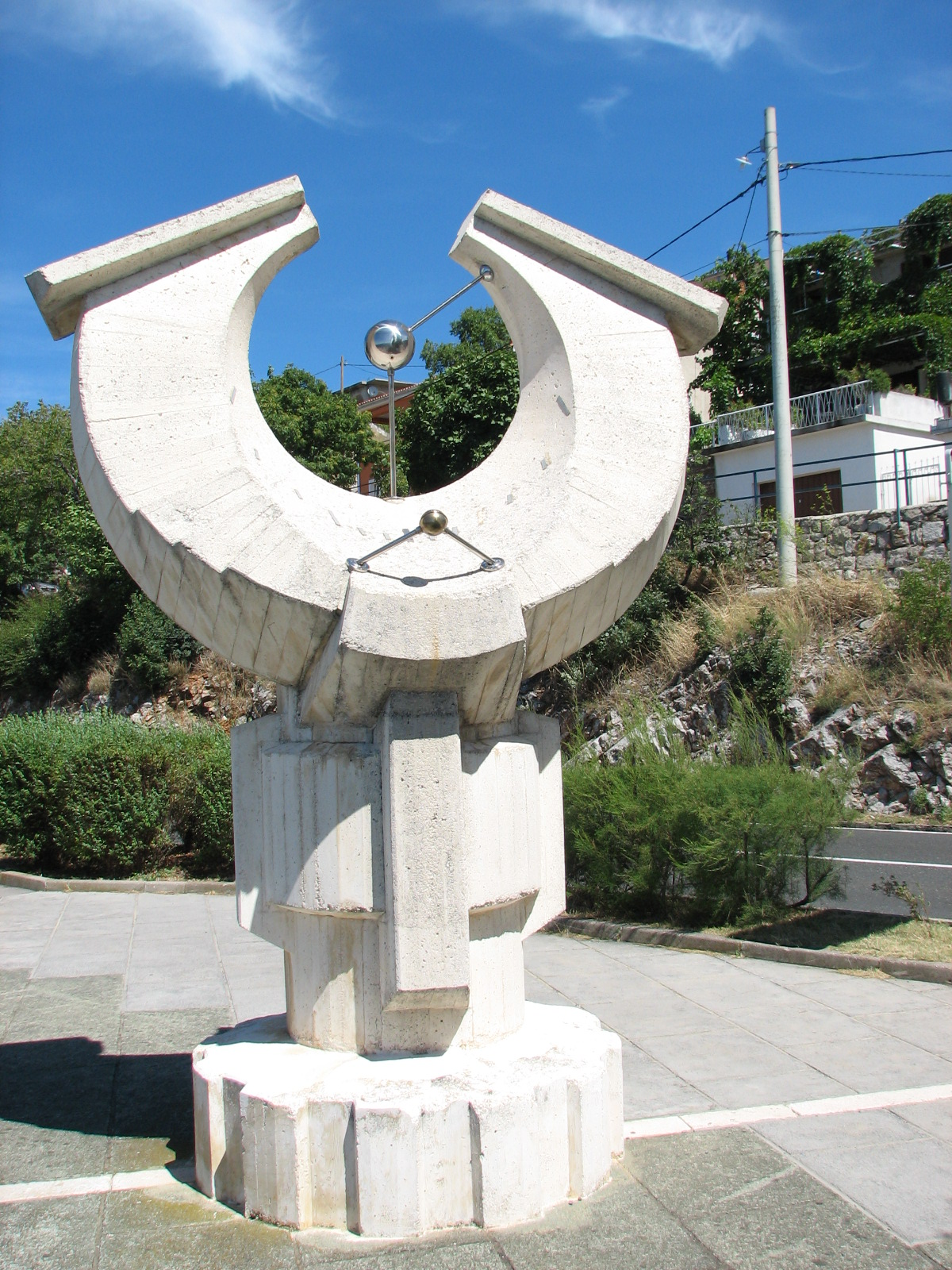
Modern napóra Zenggben, 5000 kilométerre az Egyenlítőtől és az Északi-sarktól is

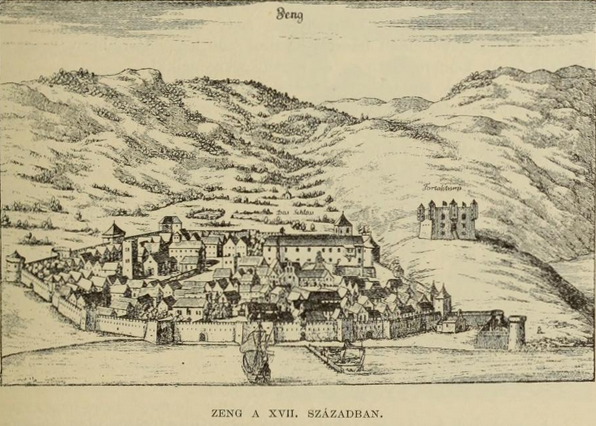
Zengg (XVII. század)

Éghajlata alapján a község két területre osztható. A tengerparti rész mediterrán, a hegyvidék alpi-dinári éghajlatú. A tengerpartot meleg és száraz nyarak, valamint enyhe és csapadékos telek, míg a hegyvidéket hidegebb telek és csapadékosabb, enyhébb nyarak jellemzik. Az éves átlaghőmérséklet a tengerparton 15,2 °C. A legalacsonyabb hőmérséklet Zenggben -10,4 °C, a legmagasabb 37,6 °C. A hegyvidéken a legmelegebb hónap az augusztus 13,1 °C, míg a leghidegebb a február -4,2 °C átlaghőmérséklettel. Zenggben és közvetlen környékén az évi napsütéses órák száma 2338. Zengg területe kifejezetten szeles, ez a legszelesebb vidéke a horvát Adriának. A tenger felől gyakran és erősen fúj a tengerparti szél, a bóra.

## Története
Zengg területe ősidők óta lakott. A mai várostól keletre fekvő Kuk-dombon háromezer éves erődített település maradványait találták. E település alatti záporpatak torkolatában fekvő öbölben horgonyzóhely és piac volt, ahol az itteni lakosok a környező vidékekről hajón érkezőkkel kereskedtek. A piac fontosságának növekedésével az erődített település lakói fokozatosan lehúzódtak a tengerpartra és új települést alapítottak, amelyet az i. e. 4. században említ „Attienites” néven először az egyik görög periplus (szöveges útikalauz) a Pseudo-Scylax. A rómaiak az i. e. 2. században foglalták el ezt a területet és a településnek a „Senia” nevet adták. Innen indultak a japodok és a megmaradt illír törzsek elleni hadjáratokra. Ők kezdték meg a város kiépítését, ami az i. e. 1. századtól a 4. századig tartott. A rómaiak uralma alatt Senia az Adria ezen részének kereskedelmi, közlekedési és kulturális központjává vált. Felépültek a város középületei, a vízvezeték, a fürdő, a templomok és egyéb épületek. Minderről az a számos kőemlék, istenszobor, épületmaradvány és sír mesél, amit a város területén folyt régészeti feltárások során találtak. Az ókori város romjai a város feletti Nehaj-várhoz felsétálva jól láthatók.
A város az 5. századtól többször volt kitéve barbár népek támadásának, amelyek korábbi gazdagságát megszüntették. A régészeti feltárások során előkerült égésnyomok és romok megerősítik, hogy a várost több barbár támadás érte. Az első ilyen támadást valószínűleg a vizigótok még az 5. század első felében intézték a város ellen, míg az utolsó a 7. század elején az avarok és szlávok támadása volt. A horvátok érkezéséről és az ezt követő első századokról nem áll rendelkezésre adat. A korai horvát állam központja délebbre, a mai Dalmácia területén volt, így Senia elveszítette korábbi kereskedelmi és közlekedési központ jellegét. A város római neve azonban lényegében átöröklődött a későbbi korokra. Az ókori romokon a középkorban új horvát település épült fel, bár a neve csak a 12. században bukkan fel újra az írott forrásokban. Ekkor az új geopolitikai viszonyok miatt a város szerepe újra felértékelődött, amit az is jelez, hogy 1169-ben megalapították a püspökséget. 1184-től a templomos lovagrend fennhatósága alá került, ami az 1270-es évekig tartott. Ezt követően a vegliai grófoké, illetve későbbi nevükön Frangepánoké lett, akik alatt a város kezdte visszanyerni régi fényét. Fejlődött a kereskedelem, a városban és környékén új középületek, templomok, kolostorok, lakóházak épültek. A papoknak és szerzeteseknek köszönhetően fejlődött a glagolita műveltség, amelynek alapját a szlávok 9. századi evangelizációja képezte. Egyedülálló módon IV. Ince pápa 1248-ban hivatalosan is engedélyezte a zenggi püspöknek a glagolita írás, a horvát nyelv és liturgia használatát. Ez a 14. és 15. században újabb lendületet adott a horvát írásbeliségnek, amiről számos fennmaradt feljegyzés, könyv és okirat tanúskodik. Zenggben 1494 körül alapított glagolita nyomda működött, amely az egész Délkelet-Európa egyik első nyomdája volt. A 15. század közepén a városba bevonult Mátyás magyar király serege. 1469-től Zengg szabad királyi város és a török veszély, valamint Velence elleni védelemre létrehozott kapitányság központja lett. A 16. század első felében erősödtek a török támadások, melyek során a város egész környéke elpusztult. Maga Zengg a török által meghódított területekről menekülő lakosság menedékhelye lett. A török hódítás és a velencei terjeszkedés elleni védelem céljából szerveződött meg a kalózkodó uszkókok tengeri flottája, amelynek a város a központja lett. 1558-ban vezérük Iván Lenkovics parancsára a Trbušnjak-dombon erődöt (a Nehaj-várat) építettek és a 17. század elejéig ellenálltak a török hódításnak, de rendszeresen fosztogatták a velencei hajókat is. Az erőd építésekor pusztult el a Szent Péter-templom a pálos kolostorral és az ókori épületek maradványaival együtt. 1617-ben a Velencei Köztársaság az ellene végrehajtott kalóztámadások megtorlásául elfoglalta az erődöt, az uszkókokat pedig szétkergette.
A békésebb időszak újra lehetővé tette a kereskedelem és vele együtt a város fejlődését. Különösen virágzó időszaka volt a 18. század vége és a 19. század eleje, amikor megépült a Jozefina út, megújult a kikötő, felépült az állami raktár és elkészült a patak szabályozása. Ebben az időben Zengg az ország egyik legjelentősebb gazdasági és kulturális központja, kikötője pedig egyike volt a legnagyobbaknak az osztrák birodalomban, amelyen keresztül jelentős só-, gabona- és faszállítmányok mentek. A zenggi tengerészek hajóikkal behajózták az egész környező világot, különösen intenzív kereskedelem folyt a mediterrán országokkal. A fejlődő város újabb betelepülőket és munkaerőt vonzott ide. Új kereskedelmi és hajóépítő vállalatok alakultak, megalapították a kereskedelmi- és iparkamarát, pezsgett a kulturális élet. Megalakult a városi énekkar, az olvasókör és más kulturális egyesületek. Az értelmiség körében teret nyert a horvát nemzeti eszme. A városban olyan jelentős írók és költők éltek, mint Silvije Strahimir Kranjčević (1865–1908), Vjenceslav Novak (1859–1905), Milutin Cihlar Nehajev (1880–1931), Milan Ogrizović (1877–1923) stb. 1873-ban megépült a Károlyváros–Fiume vasútvonal, amely azonban elkerülte a várost és ez a tény csökkentette gazdasági jelentőségét. Visszaesett a kikötői forgalom, az áruk ezután inkább Triesztbe vagy Fiumébe érkeztek, amelyeknek vasúti összeköttetésük is volt. Zengg kikötőjének szerepe a fakereskedelemre korlátozódott. Ennek negatív hatása már a 19. század végén megmutatkozott a város fejlődésében is. 1910-ben 3296 lakosából 3126 horvát volt. A trianoni békeszerződésig Lika-Korbava vármegyéhez tartozott. Ezt követően Zengg is Jugoszlávia része lett. A második világháború idején a városmag több épülete súlyosan megsérült a bombázásokban, a kulturális örökség egy része megsemmisült. A zenggi püspökséget 1969-ben Fiuméhez csatolták, létrehozva ezáltal a fiume-zenggi püspökséget, majd ezt 2000-ben II. János Pál pápa újra felosztva létrehozta a gospić-zenggi püspökséget. 2001-ben Zengg 8132 lakosából 7869 horvát volt. 2011-ben a városnak 4822, a községnek összesen 7165 lakosa volt.

## Lakosság
| Lakosság változása | Lakosság változása | Lakosság változása | Lakosság változása | Lakosság változása | Lakosság változása | Lakosság változása | Lakosság változása | Lakosság változása | Lakosság változása | Lakosság változása | Lakosság változása | Lakosság változása | Lakosság változása | Lakosság változása | Lakosság változása | Lakosság változása |
| ------------------ | ------------------ | ------------------ | ------------------ | ------------------ | ------------------ | ------------------ | ------------------ | ------------------ | ------------------ | ------------------ | ------------------ | ------------------ | ------------------ | ------------------ | ------------------ | ------------------ |
| 1857               | 1869               | 1880               | 1890               | 1900               | 1910               | 1921               | 1931               | 1948               | 1953               | 1961               | 1971               | 1981               | 1991               | 2001               | 2011               | 2021               |
| 2953               | 3496               | 3039               | 2785               | 3182               | 3296               | 3036               | 3072               | 2722               | 3093               | 3903               | 4906               | 5536               | 5998               | 5491               | 4822               | 5973               |

## Nevezetességei
- A város felett magasodó hegyen áll Zengg szimbóluma, a 16. századi Nehaj-vár.[5] A vár építése 1558-ra fejeződött be. Építtetői a horvát katonai határőrvidék parancsnoka, Ivan Lenković és Herbert Auersperg zenggi kapitányok voltak. Az építéshez az anyagot nagyrészt a vár helyén és környékén állt templomok, kolostorok és a város falain kívül álló házak falaiból nyerték. Az erőd négyzet alaprajzú, oldalai 23 méter hosszúak, magassága 18 méter. A várba lépcsőkön, egy fahídon és egy szűk, kétrészes kapun át lehet bejutni. A falak vastagsága 2–3,3 méter, felül pártázatosak, rajtuk öt kis saroktorony áll. A falakon a kisebb puskalőréseken kívül tizenegy nagy, ágyúk számára kialakított lőrés biztosítja a védelmet. Belül, a várudvaron lévő ciszterna káváját három címer díszíti. Balra Lenković kapitányé, középen I. Ferdinánd osztrák császár, Zengg akkori uralkodójáé, míg jobbra Herbert Auersperg zenggi kapitányé látható. A földszinten a konyha a legénység szállásai és a fegyverraktár vannak. Itt láthatók a 11. századi Szent György-templom feltárt alapfalai. Az első emeleten voltak a tisztek és a várparancsnok szobái. A második emeleten voltak elhelyezve az ágyúállások, tizenegy nehéz ágyúval. Ma itt rendezik a város egyes kulturális eseményeit. A vár teteje kilátóként szolgál. A várőrség innen belátta a tenger és a szárazföld nagy területeit és füstjelekkel küldte jelzéseit a környező öblökben és szigeteken elhelyezett őrhelyekre. Innen nemcsak a partvidék messzi területeit, hanem a Rab, a Goli, a Prvić, a Cres és a Krk szigeteket, a Hegyvidék az Učka-hegység és a Velebit nagy részét is be lehet látni. A várban állandó kiállítás tekinthető meg a zenggi uszkókok és a zenggi kapitányság történetéről, egyháztörténeti gyűjteménnyel és a város nemesi címereiből összeállított tárlattal együtt, a városi múzeum igazgatása alatt.
- A városi múzeum[6] az egyik legtekintélyesebb helyi család, a Vukasovićok palotájában kapott helyet. A palota a 14–15. században épült, gótikus stílusban. Később reneszánsz stílusban építették át. A múzeumot 1962. május 7-én alapították. Állandó kiállításai: régészeti és vízalatti régészeti, numizmatikai, glagolita nyomdászati, fegyverkiállítás és Zengg újabb történetéről szóló témájúak. Etnográfiai és természettudományi gyűjteménye is van, könyvtár, levéltár, kisebb festmény-, képeslap- és fényképgyűjtemény is tartozik hozzá.
- A kikötői erődrendszer maradványa a 13. századi hengeres Sabac-torony.
- A városkapu 1779-ben épült, 1843-ban átépítették.
- A Főtér végében áll a Frangepánok 13. századi kastélya, amely 1896-ban nyerte el mai formáját, amikor Ozsegovich Imre püspök kollégiummá alakíttatta át.
- Az Ožegović-várkastély a Cilnica tér keleti oldalán található. A várkastély egy négy épületszárnyból álló kétszintes épület, belső udvarral és három saroktoronnyal. A 13. század második felében épült a Frangepán grófok állandó rezidenciájaként, masszív és szilárdan épített erődítményként, négyzetes alaprajzzal, amelyet három saroktorony és egy további torony erősített. Az építkezés legkorábbi időpontja a fal felirata szerint 1340, bár ennél valószínűleg régebbi. Ma két, 1763-ból és 1896-ból származó átépítése ismert, de  alapvetően egy középkori vár, ahol a történelem során számos átépítés történt. A város kivételes építészeti és történelmi értékű műemlék, az egyik legfontosabb zenggi műemlék.[7]
- A Nagyboldogasszony-székesegyház[8] (A Gospić-Zenggi egyházmegye társszékesegyháza)  1169-ben épült. Írásos forrás 1271-ben említi először, amikor a zenggiek a templom előtti téren választották meg a vegliai grófokat (a későbbi Frangepánokat) a város urává. A feltárások és restaurátori munkák során előkerültek az eredeti román stílusú templom részletei, amelyről ismert Valvasor leírása is a 17. századból. Eszerint a 15–16. században a templom egyhajós volt, valószínűleg gazdagon díszített homlokzattal, ami egyúttal a város gazdagságáról is árulkodott. A 16. század végén tizenhárom oltára volt.[9] A 17. század elején már romos állapotban volt és Szűz Mária tiszteletére volt szentelve. A templomot a 18. században teljesen átépítették és háromhajóssá bővítették. A munkák első szakasza Bedeković püspök (1704-1709) idejében kezdődött és Ratkaj püspök idejében, 1714-ben fejeződött be. Ivan Anton de Benzoni püspök (1730-1745), aki méltatlankodott amiatt, hogy a régi templom bontási munkái a szükséges gondosság és ellenőrzés nélkül történtek, az addig egyhajós épülethez egy jobb oldali hajót és öt új oltárt építtetett. A bal oldali hajó Čolić püspök (1746-1764) idejében épült meg, aki három új márványoltárt is emeltetett. A templom újbóli felszentelése 1752-ben volt. 1764-ben a székesegyháznak kilenc oltára volt.[9] Az újjáépítés után a főhajó pilléreit a keresztút képeivel díszítették. A régi katedrálisból került át a bal oldali kápolnába a oltáriszentségtartó és egy 1329-ből származó címer. A szentély alatt kripta található, ahol több püspök és kanonok van eltemetve, míg a jobb oldali hajó alatti kriptába a 19. század közepéig a város kiválóságait temették. A régi harangtornyot 1826-ban felújították. 1900-ban a templomot újra átépítették. Ekkor bontották le az eredeti harangtornyot, helyette újat emeltek. 1923-ban a homlokzatot renoválták, a belső falakat 1934-ben kifestették az előző, 1865-ös festés stílusában. Az 1943. októberi és az 1944. februári bombázásokban a székesegyház is súlyos károkat szenvedett. A bombák beszakították a tetőt és megsérült a homlokzat. A vakolat leverése után láthatóvá váltak a román kori templom falmaradványai.[9] Restaurálása 1946-47-ben történt.
- A városi loggia[10] egy korai gótikus épület földszintjén tornáccal, felette pedig két emelettel a város központjában, a Frangepán téren. A loggia épülete egy már létező épületre támaszkodott, amelynek a loggia egyfajta portikusza volt. Eredeti formájában a 17. század végéig maradt meg, ekkor megkezdődött újjáépítése és átalakítása, amely a 20. századig, az utolsó szecessziós szakaszig tartott. Az épületet először 1388-ban említi a Zenggi Statútum, míg eljelentéktelenedése, mint a város függetlenségi szimbólumának elfojtása, egybeesett az uszkókok 17. századi kiűzésével. A loggia az Adriai-tenger mentén a 13. és 16. század között épített loggiák sorába illeszkedik, és történelmi források szerint az egyik legrégebbi ilyen építmény az Adriai-tenger partján.
- Az egykori ferences kolostor – ma városháza – 16. századi.
- Az 1558-ban épített Assisi Szent Ferenc-templom a második világháborúban pusztult el, csak a tornya és romjai maradtak.
- Az Arti Szűz Mária (Sv. Marije od Arta) templom[11] a városfalakon kívül a tengerpart közelében az Art-fokon épült a tengerészek fogadalmi templomaként a 15. században. Az utakról szerencsésen visszatérő tengerészek számos ajándékkal, hajókról és hajószerencsétlenségekről készített képekkel, szépen kidolgozott hajómodellekkel halmozták el. A templomot első alkalommal I. Mátyás magyar király oklevele említi 1489-ben. Ez a 15. századi templom valószínűleg Ivan Lenković zenggi kapitány 16. századi várépítésének esett áldozatul. Helyette új templomot emeltek, de ennek építési ideje nem ismert. A korabeli dokumentumok és térképek alapján a 17. század elején már bizonyosan állt. 1639-ben „Sta Maria” néven szerepel Alessandro Pieroni itáliai építész tervrajzán.[9] Egyhajós épület félköríves apszissal. A szentélyben áll a márványból épített Szűz Mária-főoltár, ezen kívül még két oltára van, melyek Szent Rókus és Szent Miklós tiszteletére vannak szentelve. Nagyon értékesek és szépek a késő barokk padok. A berendezés a 18. század végéről és a 19. század elejéről származik.[9]
- A Szentlélek-templomot 1389-ben említik először. Ez is a falakon kívül állt, de ezt is lerombolták a Nehaj vár építésekor. A mai templomot már a falakon belül emelték, 1559-ben. A templom barokk stílusú, homlokzata csiszolt kőtömbökből épült. Alatta kripta található, a legrégebbi sírkőlap 1496-ból való. A korabeli dokumentumok szerint a 16. és a 18. század között ispotály működött mellette úgy, hogy a templommal közös tető alatt volt. Bár a templomot sűrűn említik a dokumentumok, első sematikus ábrázolása csak 1763-ban, a város tervrajzán látható.[9]
- A Keresztelő Szent János-templomot már 1271-ben említik és megemlíti a város 1388-as statútuma is. Az egyhajós, négyszögletes apszisú templom a város központjában épült gótikus stílusban. Homlokzatán ma is láthatók a gótikus ablakok maradványai és valószínűleg a gótikus kapuzat egy része is. A templom a 19. század közepén elveszítette fontosságát. Az 1880-as hozzáépítés során végleg eltűntek gótikus jegyeit és eredeti festése.[9]
- A várostól északnyugatra, a középkori falak közelében áll a Szent Márton-templom.[12] Építésének ideje nem ismert, de a 14. században már bizonyosan állt, amint azt egy 1330-as glagolita felirat bizonyítja. Egy Szent Mártont ábrázoló feliratos dombormű is innen származik, melynek eredetije Zágrábban a történeti múzeumban van. A templom eredetileg gótikus stílusú volt, de 1864-ben és 1934-ben átépítették. A II. világháború után államosították és csak 1968-ban kapta vissza az egyház.[9] 1968 és 1972 között restaurálták.
- A várostól 2 km-re, Vratnik irányában, a temetőben találhatók a Szent Vid-templom romjai. A régészeti kutatások alapján építését a 12. és 14. század közé teszik. Egyhajós épület volt négyszögletes apszissal, homlokzatán harangtoronnyal. A 19. században megszűnt egyházi használata és lakás céljára szolgált. 1849-ben új templomot építettek helyette ugyancsak Szent Vid tiszteletére, ennek oltárképe a régi templomból származik. A templom alatt a Marković család sírboltja található.[9]

## Híres emberek
- Itt született 1490-ben Jurisics Miklós, Kőszeg védője , mellszobra áll a városban.
- Itt született 1652-ben Pavao Ritter Vitezović polihisztor, író, nyomdász, történész és nyelvész.
- Itt született 1754-ben Pasquich János (Ivan Paskvić) bölcseleti doktor, római katolikus pap, a Budai Csillagvizsgáló igazgatója.
- Itt halt meg Mirko Ožegović barlabaševački báró zengg-modrusi püspök, mecénás, a gimnázium alapítója.
- Itt született 1755-ben Josip Filip Vukasović katona és építész.
- Itt született 1844-ben Josip Gržanić politikus, a horvát nemzeti újjászületés harcosa.
- Itt született 1859-ben Vjenceslav Novak író, a horvát irodalmi realizmus kiemelkedő képviselője.
- Itt született 1865-ben Silvije Strahimir Kranjčević költő.
- Itt született 1877-ben Milan Ogrizović író és politikus.
- Itt született 1880-ban Milutin Cihlar Nehajev író.
- Itt született 1850-ben Ljudevit Rossi botanikus, természetjáró.
- Itt született 1859-ben Julije Rorauer író, szinikritikus.
- Itt született 1877-ben Ivan Krajač ügyvéd, közgazdasági író.
- Itt született 1896-ban Bela Krleža (született Kangrga) színművésznő, Miroslav Krleža felesége.
- Itt született 1908-ban Pavao Tijan író.
- Itt született 1909-ben Josip Milković politikus, kulturális miniszter.
- Itt született 1927-ben Milan Moguš nyelvész, akadémikus.
- Itt született 1928-ban Ivan Đalma Marković labdarúgó és edző.

## Testvérvárosok
- Kőszeg, Magyarország, 1999-től partnervárosi kapcsolat, majd 2010. augusztus 29-től testvérváros.[13]
- Vratimov, Csehország, 1999
- Wieluń, Lengyelország, 2001
- Sorbiers, Franciaország, 2000
- Szenc, Szlovákia, 2001
- Pándorfalu, Ausztria, 2002
- Vrbovec, Horvátország, 2003

## Galéria
- A nehaj-vár
- Látkép a várból a Sabac-toronnyal
- Látkép a tenger felől
- A déli kikötő
- A belváros
- A városkapu
- Belvárosi utcarészlet
- Belvárosi utcarészlet
- Jurisics Miklós szobra
- A tengerészek szobra
- A Szent György-szobor
- Naplemente Zenggben